# Astacus
Genre
Astacus  est un genre de crustacés décapodes de la famille des Astacidae (écrevisses) ; il comprend deux espèces :
- Astacus astacus Linnaeus, 1758 — écrevisse à pattes rouges.
- Astacus leptodactylus — écrevisse à pattes grêles ou écrevisse turque.

Une troisième espèce, l'écrevisse à pattes blanches (Astacus pallipes), est aujourd'hui classée dans un genre distinct, Austropotamobius, sous le nom d’Austropotamobius pallipes.
Les deux premières sont susceptibles de s'hybrider.